# 敏都乡
敏都乡（藏語：མིག་མདོ་），是中华人民共和国西藏自治区昌都市贡觉县下辖的一个乡镇级行政单位。

## 行政区划
敏都乡下辖以下地区：
敏都村、卡巴村、雄果村、麦巴村、果巴村、贡巴村、瓦堆村和马觉村。